# Kino Charlie
Kino-Galeria Charlie – kino założone w Łodzi przez Sławomira Fijałkowskiego specjalizujące się w prezentacji filmów europejskich, ambitnych, niszowych oraz organizacji wydarzeń artystyczno-filmowych. Znajduje się ono w Łodzi, na podwórzu kamienicy Tomaszowskiej Fabryki Sztucznego Jedwabiu przy ulicy Piotrkowskiej 203/205.

## Historia
Kino Charlie powstało w 1994 roku w miejscu dawnej siedziby Łódzkiego Ośrodka Kształcenia Ideologicznego, przy Piotrkowskiej 203/205. Od początku swojego istnienia prezentuje repertuar ambitny, studyjny, a także jest organizatorem wielu wydarzeń artystyczno-filmowych. Do najważniejszych imprez należą m.in.: Forum Kina Europejskiego „Cinergia” (od początku istnienia kina), Festiwal Twórców „Powiększenie” (od 1999 r.), Festiwal Kina Niezależnego „OFF jak gorąco” (od 2006 r.), Międzynarodowy Festiwal Animacji „ReAnimacja” (od 2004), Festiwal Zwiastunów Filmowych (od 2004 r.). Ponadto Kino Charlie współorganizowało bądź wciąż współorganizuje Międzynarodowy Festiwal Sztuki Autorów Zdjęć Filmowych Camerimage, „Rejsmisję”, „Kolorową Tolerancję”, Festiwal Człowiek w Zagrożeniu, „Filmostradę”, Nowe Horyzonty i wiele innych przeglądów organizowanych wspólnie z ambasadami, instytucjami kulturalnymi czy Filmoteką Narodową.
Od 1996 roku Kino Charlie należy do Sieci Kin Studyjnych. Z inicjatywy Kina Charlie swoje „gwiazdy” na Piotrkowskiej odsłonili Agnieszka Holland i laureat Oscara Zbigniew Rybczyński. W ramach organizowanych przez kino imprez, Łódź odwiedzili tacy twórcy jak John Malkovich, István Szabó, Tinto Brass, Andriej Konczałowski, Jerry Schatzberg, Michael Nyman (koncert w Teatrze Nowym współorganizowany z British Council), Ryszard Horowitz (wystawa w Galerii Willa i Muzeum Kinematografii), Terry Jones (Festiwal Filmów Monty Pythona), Jean-Louis Trintignant, Zbigniew Preisner, Krzysztof Kieślowski (premiera filmu Trzy kolory. Czerwony w ramach obchodów 100-lecia kina w Teatrze Wielkim), Ang Lee i wielu innych gości.
Przy kinie działa Stowarzyszenie „Łódź Filmowa”, wspólnie z którym od 2000 r. kino realizuje szereg projektów filmowych i artystycznych, jak chociażby: „3 x Maestro Fellini”, „Przegląd Przedwojennego Kina Żydowskiego”, „Noc Reklamożerców”, „100 lat kinematografii Kolskiej”, „Międzynarodowy Festiwal Filmów Przyrodniczych” czy „Dni Portugalii”. Wspólnie ze Stowarzyszeniem „Łódź Filmowa” Kino Charlie tworzy pierwsze w Polsce Archiwum Zwiastunów Filmowych.

## Wyposażenie
Obecnie dla widzów przygotowane jest pięć sal kinowych wyposażonych w najnowocześniejszy sprzęt nagłośnieniowy Dolby Stereo SR, perełkowe ekrany oraz bardzo wygodne konferencyjne fotele. Ponadto duża sala wyposażona jest w dodatkowe nagłośnienie (32 głośniki) zamontowane na suficie, które może służyć jako oddzielne nagłośnienie sali podczas konferencji lub jako wzmocnienie efektów dźwiękowych podczas oglądanych filmów. Sale przystosowane są do obsługi imprez z udziałem najnowocześniejszych nośników audiowizualnych. Widzowie czekający na filmy mogą zwiedzić Galerię Kina Charlie, w której wystawiane są prace głównie młodych artystów oraz napić się kawy w Filmowej Kawiarence.

## Osiągnięcia
W 2002 roku patronat honorowy nad kinem Charlie objęła PWSFTviT w Łodzi, dzięki czemu kino zyskało możliwość prezentacji dorobku łódzkiej „Filmówki” szerszej publiczności (Projektor Łódzki). Od 2004 roku Kino Charlie należy do Europejskiej Sieci Kin „Europa Cinemas”. W 2008 i 2009 roku kino znalazło się wśród nominowanych do dorocznych Nagród Polskiego Instytutu Sztuki Filmowej, a w 2009 roku zdobyło nagrodę w kategorii podmiot prowadzący kino.
Kino Charlie od 2002 r. przyznaje własną nagrodę Złoty Glan (związaną z Festiwalem Twórców „Powiększenie”), którą honoruje twórców niezależnych, przeciwstawiających się modom i trendom dominującym w kulturze popularnej, prześmiewcom i demaskatorom mitów i stereotypów tkwiących w masowej wyobraźni Polaków. Złotego Glana otrzymali m.in. John Malkovich, István Szabó, Tinto Brass, Andriej Konczałowski, Jerry Schatzberg, Guy Maddin, Ulrich Seidl, Jan Jakub Kolski, Krzysztof Zanussi, Lech Majewski, grupa Łódź Kaliska, Zdzisław Beksiński, Andrzej Czeczot, Leszek Mądzik, Zbigniew Libera, Tomasz Bagiński oraz Mariusz Wilczyński.

## Festiwale
Kino jest organizatorem i współorganizatorem cyklicznych przeglądów i festiwali:
- Forum Kina Europejskiego „Cinergia”
- Międzynarodowy Festiwal Animacji ReANIMACJA
- Festiwal Twórców „Powiększenie”
- Festiwal Kina Niezależnego „OFF jak gorąco”
- Charlie Outside: Festiwal Zwiastunów Filmowych w Trzebnicy

Kino zainicjowało cykl imprez pod nazwą Charlie Outside. Pod tym szyldem odbyły się m.in. koncerty zespołów Dobranotch, Hedone, Kapela ze Wsi Warszawa, Jaume Vilaseca Quarter, Bright Blue Gorilla czy Czesława Mozila, występ kabaretu Hrabi, Antenna UK – pokaz brytyjskich teledysków, 2. Festiwal Filmów Afrykańskich – Afrykamera 2007 czy „Kino w tramwaju”, czyli projekcje filmowe odbywające się we wnętrzu zabytkowego, wyremontowanego tramwaju.